# Volker Schondau
Volker Schondau (* 1959) ist ein ehemaliger deutscher Radrennfahrer und nationaler Meister im Radsport.

## Sportliche Laufbahn
1974 gewann er seinen ersten Meistertitel bei den DDR-Meisterschaften im Mannschaftszeitfahren der Klasse Jugend B. Schondau siegte 1979 bei den DDR-Straßen-Radmeisterschaften im Mannschaftszeitfahren auf der Straße mit dem ASK Vorwärts Frankfurt (Oder). 1983 gewann er mit Rund um Langenau ein Traditionsrennen der DDR-Leistungsklasse vor Wolfgang Lötzsch. Fünfmal war er am Start der DDR-Rundfahrt, sein bestes Resultat war der 37. Platz 1979. 1985 beendete er seine Laufbahn.